# Funció beta de Dirichlet

La funció beta de Dirichlet

En matemàtiques, la funció beta de Dirichlet (també coneguda com a funció beta de Catalan) és una funció especial, íntimament relacionada amb la funció zeta de Riemann. En particular, és una sèrie L de Dirichlet, concretament la funció L per al caràcter alternat de període quatre. Rep aquest nom en honor del matemàtic alemany Johann Dirichlet.

## Definició
La funció beta de Dirichlet ve definida per:
{\displaystyle \beta (s)=\sum _{n=0}^{\infty }{\frac {(-1)^{n}}{(2n+1)^{s}}},}
o, equivalentment:
{\displaystyle \beta (s)={\frac {1}{\Gamma (s)}}\int _{0}^{\infty }{\frac {x^{s-1}e^{-x}}{1+e^{-2x}}}\,dx.}
En ambdós casos, les fórmules només són vàlides per Re(s)>0.
Altrament, la següent definció, en termes de la funció zeta de Hurwitz, és vàlida per a tot el pla complex:
{\displaystyle \beta (s)=4^{-s}\left(\zeta \left(s,{1 \over 4}\right)-\zeta \left(s,{3 \over 4}\right)\right).}
Una altra definició equivalent, en termes de la funció zeta de Lerch i vàlida també en tot el pla complex, és:
{\displaystyle \beta (s)=2^{-s}\Phi \left(-1,s,{{1} \over {2}}\right),}

## Equació funcional
L'equació funcional prolonga analíticament la funció beta a la part del pla complex Re(s)<0 ve donada per:
{\displaystyle \beta (s)=\left({\frac {\pi }{2}}\right)^{s-1}\Gamma (1-s)\cos {\frac {\pi s}{2}}\,\beta (1-s)}
on {\displaystyle \Gamma (s)} és la funció gamma.

## Valors especials
Alguns valors particulars de la funció beta són els següents:
{\displaystyle \beta (0)={\frac {1}{2}},}
{\displaystyle \beta (1)\;=\;\arctan(1)\;=\;{\frac {\pi }{4}},}
{\displaystyle \beta (2)\;=\;G,}
on {\displaystyle G} representa la constant de Catalan
{\displaystyle \beta (3)\;=\;{\frac {\pi ^{3}}{32}},}
{\displaystyle \beta (4)\;=\;{\frac {1}{768}}(\psi _{3}({\frac {1}{4}})-8\pi ^{4}),}
on {\displaystyle \psi _{3}(1/4)} és un exemple de funció poligamma.
{\displaystyle \beta (5)\;=\;{\frac {5\pi ^{5}}{1536}},}
{\displaystyle \beta (7)\;=\;{\frac {61\pi ^{7}}{184320}},}
En general, per nombre natural {\displaystyle k}
{\displaystyle \beta (2k+1)={{({-1})^{k}}{E_{2k}}{\pi ^{2k+1}} \over {4^{k+1}}(2k!)},}
on {\displaystyle E_{n}} representa els nombres d'Euler. Per a {\displaystyle k}≥0, és té que:
{\displaystyle \beta (-k)={{E_{k}} \over {2}}.}
Atès que {\displaystyle E_{2k+1}=0}, la funció s'anul·la per tot valor enter negatiu senar.
| {\displaystyle s} | Valor aproximat de {\displaystyle \beta (s)} | OEIS                         |
| ----------------- | -------------------------------------------- | ---------------------------- |
| 1/5               | 0.5737108471859466493572665                  |                              |
| 1/4               | 0.5907230564424947318659591                  |                              |
| 1/3               | 0.6178550888488520660725389                  |                              |
| 1/2               | 0.6676914571896091766586909                  | (successió A195103 a l'OEIS) |
| 1                 | 0.7853981633974483096156608                  | (successió A003881 a l'OEIS) |
| 2                 | 0.9159655941772190150546035                  | (successió A006752 a l'OEIS) |
| 3                 | 0.9689461462593693804836348                  | (successió A153071 a l'OEIS) |
| 4                 | 0.9889445517411053361084226                  | (successió A175572 a l'OEIS) |
| 5                 | 0.9961578280770880640063194                  | (successió A175571 a l'OEIS) |
| 6                 | 0.9986852222184381354416008                  | (successió A175570 a l'OEIS) |
| 7                 | 0.9995545078905399094963465                  |                              |
| 8                 | 0.9998499902468296563380671                  |                              |
| 9                 | 0.9999496841872200898213589                  |                              |
| 10                | 0.9999831640261968774055407                  |                              |